# هر قطره اشک یک آبشار است
«هر قطره اشک یک آبشار است»(به انگلیسی: Every Teardrop Is a Waterfall) یک ترانه از گروه آلترنیتیو راک بریتانیایی کلدپلی است. این ترانه در ۳ ژوئن ۲۰۱۱ به شل دانلود ارائه شد البته به استثنای بریتانیا که در ۵ ژوئن ۲۰۱۱ منتشر شد. این ترانه عناصر ترانه منتشرشده در سال ۱۹۷۶ به نام من به ریو [دوژانیرو] می‌روم را دارد. این ترانه در رادیوهای بی‌بی‌سی ۱، بی‌بی‌سی ۲، بی‌بی‌سی ۶ موسیقی، ابسولوت رادیو و ایکس‌اف‌ام پخش شد. اولین اجرای آن اجرای زنده در تور کلدپلی در نورنبرگ، آلمان صورت گرفت
این ترانه در ابتدا به رتبه ۲۹ در ۱۰۰ اثر برتر بیلبورد دست یافت و در ۸۵ هزار نسخه در هفته اول فروش رفت. بالاترین رتبه آن در چارت بیلبورد، ۱۴ بود.

## تاریخ انتشار
| منطقه      | تاریخ        | قالب                                         |
| ---------- | ------------ | -------------------------------------------- |
| سراسر جهان | ۳ ژوئن ۲۰۱۱  | دانلود                                       |
| بریتانیا   | ۵ ژوئن ۲۰۱۱  | دانلود                                       |
| آمریکا     | ۲۱ ژوئن ۲۰۱۱ | انتشار در رادیو                              |
| سراسر جهان | ۲۷ ژوئن ۲۰۱۱ | سی‌دی, دیسک گرامافون, آلبوم دیجیتالی چندآهنگه |
| فرانسه     | ۴ ژوئیه ۲۰۱۱ | سی‌دی                                         |